# Omerta: City of Gangsters
Omerta: City of Gangsters est un jeu vidéo de gestion et de tactique au tour par tour développé par Haemimont Games et édité par Kalypso Media, sorti en 2013 sur Windows, Mac et Xbox 360.

## Accueil
- Jeuxvideo.com : 13/20[1]